# تولموت
تولموت یک منطقهٔ مسکونی در الجزایر است که در ناحیه ثنیه واقع شده‌است. تولموت ۳ کیلومتر مربع مساحت دارد ۵۱۰ متر بالاتر از سطح دریا واقع شده‌است.